# Museo Chanka y de la Diversidad Lamista
El Museo Chanka y de la Diversidad Lamista es un museo peruano ubicado en el distrito de Lamas, departamento de San Martín.
El museo posee una exposición permanente que explica mediante fotografías antiguas el Festival de Santa Rosa de Lima, típico de esta zona selvática, así como otros elementos folklóricos y artísticos, como cerámica, textiles y antigüedades.